# Corsham
Corsham est une ville médiévale du nord-ouest du Wiltshire dans le sud-ouest de l'Angleterre. Elle est située entre Bath (12 km) et Chippenham (7 km). La ville compte environ 13 000 habitants.
Entre 1955 et 1991, il abrite le Central Government War Headquarters, un important abri antiatomique du gouvernement britannique.
Corsham est jumelée avec la commune française de Jargeau (Loiret) de 1981 .